# Ischnocnema nanahallux
Ischnocnema nanahallux ist ein Froschlurch aus der Familie der Sattelkröten (Brachycephalidae). Er lebt im Norden des Bundesstaates Rio de Janeiro in Brasilien.

## Merkmale
Die Kopf-Rumpf-Länge beträgt bei Männchen 13,1 bis 14,2 Millimeter und bei Weibchen 14,3 bis 16,9 Millimeter. Der Kopf ist breiter als lang. Die Fingerscheiben sind klein und leicht spitz. Der erste Zeh ist reduziert. Es sind gut entwickelte, dornige Tuberkel vorhanden. Die dorsale Oberfläche der Zehenscheiben weist einen tiefen V-förmigen Spalt in der Mitte auf. Das Trommelfell ist äußerlich nicht zu erkennen.

## Vorkommen
Ischnocnema nanahallux ist bislang nur aus den Bergen des Parque Estadual do Desengano im Norden des Bundesstaates Rio de Janeiro in Brasilien bekannt.

## Systematik
Ischnocnema nanahallux wurde 2013 von Francisco Brusquetti, Maria Tereza C. Thomé, Clarissa Canedo, Thais Helena Condez und Célio F. B. Haddad erstbeschrieben.
Die Art gehört zur Ischnocnema parva-Artengruppe, die neben I. nanahallux nur I. parva und I. pusilla umfasst. Der Name nanahallux leitet sich von den lateinischen Wörtern nanus für Zwerg und hallux für Zehe ab, was sich auf den reduzierten ersten Zeh bezieht.